# Karl Völkl
Karl Völkl (* 27. August 1922 in Innsbruck; † 14. Juni 2014) war ein österreichischer Althistoriker.
Völkl studierte an der Universität Innsbruck. Zu seinen Lehrern und geistigen Mentoren zählte Franz Miltner (bis zu seiner Amtsenthebung 1945). 1946 wurde er in Innsbruck promoviert und 1956 habilitiert. Nach Wiedergründung der Universität Salzburg 1962 wurde Karl Völkl 1967 zum ersten ordentlichen Professor für Alte Geschichte berufen. Die Emeritierung erfolgte 1986.
Er ist vor allem durch Publikationen zu Problemen der Geschichte der Germanen hervorgetreten. Seit der Berufung veröffentlichte er keine Arbeiten mehr.
Völkl lebte in Innsbruck.

## Schriften
- Die achäische Expansion und die äolische Kolonisation. Innsbruck 1955 (maschinenschriftliche Habilitationsschrift, Universität Innsbruck, 31. Juli 1956).
- Wann wurde Germanien römische Provinz? In: Festschrift Leonhard C. Franz zum 70. Geburtstag. Besorgt von Osmund Menghin. Innsbruck: Sprachwiss. Inst. der Univ., 1965, S. 401–411.